# Kingdom Come (album de Jay-Z)
Pour les articles homonymes, voir Kingdom Come.
Albums de Jay-Z
Collision Course
(2004) American Gangster
(2007)
Singles
1. Show Me What You Got
Sortie : 10 octobre 2006
2. Lost One
Sortie : 4 décembre 2006
3. 30 Something
Sortie : 9 janvier 2007
4. Hollywood
Sortie : 20 mars 2007

Kingdom Come est le 9e album studio de Jay-Z, sorti en 2006.
C'est le premier album du rappeur depuis The Black Album sorti en 2003, après lequel il avait annoncé sa retraite. Avec 680 000 copies vendues dès la première semaine aux États-Unis, il est l'album du rappeur qui s'est le mieux vendu en une semaine. Il débute ainsi à la 1re place du Billboard 200 et a été certifié double disque de platine aux États-Unis. Outre cet important succès commercial, l'album a reçu de bonnes critiques de la presse, atteignant notamment une moyenne de 67⁄100 sur le site Internet Metacritic. Cependant, certaines critiques relativisent la qualité de l'album par rapport à l'attente énorme des fans. En décembre 2013, Jay-Z fait une rétrospective de sa carrière et établit un classement de ses propres albums studio : il classe Kingdom Come à la 12e et dernière place, en précisant cependant « premier come-back, ne me tirez pas dessus ».
Le premier single est Show Me What You Got, le clip a été tourné à Monaco par le réalisateur américain F. Gary Gray. Le second single est Lost Ones, dont le clip a été dirigé par Anthony Mandler.
L'album a été entièrement mastérisé par Dr. Dre.

## Liste des titres
| No  | Titre                                    | Producteurs                 | Durée |
| --- | ---------------------------------------- | --------------------------- | ----- |
| 1.  | The Prelude                              | B-Money                     | 2:44  |
| 2.  | Oh My God                                | Just Blaze                  | 4:18  |
| 3.  | Kingdom Come                             | Just Blaze                  | 4:24  |
| 4.  | Show Me What You Got                     | Just Blaze                  | 3:43  |
| 5.  | Lost One (featuring Chrisette Michele)   | Dr. Dre & Mark Batson       | 3:44  |
| 6.  | Do U Wanna Ride? (featuring John Legend) | Kanye West                  | 5:28  |
| 7.  | 30 Something                             | Dr. Dre                     | 4:14  |
| 8.  | I Made It                                | DJ Khalil                   | 3:28  |
| 9.  | Anything (featuring Usher & Pharrell)    | The Neptunes                | 4:21  |
| 10. | Hollywood (featuring Beyoncé)            | Syience & Ne-Yo             | 4:18  |
| 11. | Trouble                                  | Dr. Dre & Mark Batson       | 4:55  |
| 12. | Dig a Hole (featuring Sterling Simms)    | Swizz Beatz                 | 4:12  |
| 13. | Minority Report (featuring Ne-Yo)        | Dr. Dre                     | 4:34  |
| 14. | Beach Chair (featuring Chris Martin)     | Chris Martin & Rick Simpson | 5:13  |

| 15. | 44 Fours (live au Radio City Music Hall) | Quincy Jones | 3:35 |

## Édition Deluxe
Une édition limitée a été commercialisée au Royaume-Uni et en Irlande. Elle contient le titre bonus 44 fours, qui reprend un sample de Walk on the Wild Side de Lou Reed. D'autres éditions deluxe, comme celle vendue en France, contiennent les clips ainsi que des extraits d'un concert de Jay-Z au Royal Albert Hall à Londres.
Certaines éditions proposent une pochette spéciale : un sur-emballage rouge transparent qui cache une partie de la pochette selon qu'on le laisse ou qu'on enlève.

## Samples
- The Prelude contient un sample de Keep The Faith de Mel & Kim et un extrait vocal du film Superfly
- Oh My God contient un sample de Whipping Post de Genya Ravan
- Kingdom Come contient un sample de Super Freak de Rick James et 100 Guns de Boogie Down Productions
- Show Me What You Got contient un sample de Shaft In Africa de Johnny Pate (en) et Darkest Light de Lafayette Afro Rock Band et une interpolation de Show 'Em Whatcha Got de Public Enemy
- Minority Report contient un sample de Non Ti Scordar Di Me de Luciano Pavarotti

## Classements et certifications

### Classements hebdomadaires
| Classement (2006)                | Meilleure position |
| -------------------------------- | ------------------ |
| Suède                            | 45                 |
| Billboard 200                    | 1                  |
| Billboard Top R&B/Hip-Hop Albums | 1                  |
| Billboard Top Rap Albums         | 1                  |
| Canadian Albums Chart            | 6                  |

### Certifications
Le nombre de disques vendus pour atteindre le disque de platine diffère d'un pays à un autre (voir disque d'or)
| Pays       | Certification | Ventes    |
| ---------- | ------------- | --------- |
| Canada     | Platine       | 100 000   |
| États-Unis | 2 × Platine   | 2 956 000 |